# Rasgue os Céus e Desce
Rasgue os Céus e Desce é o segundo álbum ao vivo do grupo cristão Santa Geração, liderado por Antônio Cirilo, sendo o sétimo álbum de toda a sua discografia. Foi gravado no Espaço Gospel da Igreja Batista de Contagem. Participam nos vocais de apoio Nívea Soares, Helena Tannure, Juliana Barros e João Tannure. Segue na linha anterior do último trabalho, com canções longas e com melodias simples, deixando de lado todas as propostas comerciais, com finalidade única para adoração à Deus, segundo a crítica especializada.

## Faixas
Todas as músicas por Antônio Cirilo
1. "Efésios 3:20" (Parte 1) - 6:46
2. "Efésios 3:20" (Parte 2) - 7:12
3. "Rasgue os céus e desce" - 11:16
4. "O som da alegria" - 9:00
5. "Santo é o Senhor!" - 11:50
6. "Quem sou eu, Senhor?" - 13:59
7. "Vem me conhecer" - 8:23
8. "Coração selado" - 6:31

## Créditos
- Produção: Santa Geração
- Produção executiva: Pr. Antônio Cirilo
- Mixagem: Estúdio E-Music - Gustavo Soares
- Captação ao vivo: Nélio Barbosa
- Masterização: Brum Estúdio - Hang
- Edições: Pr.Antônio Cirilo e Gustavo Soares
- Arranjos: Pr. Antônio Cirilo
- Guitarra: Tiago Morais e Edgard Alves Cabral
- Violão: Pr. Antônio Cirilo
- Teclados: Juliana Barros e Gustavo Soares
- Baixo: Anderson Florêncio
- Bateria: Marcelo Vianna
- Percussão: Victor Santos
- Saxofone: Gidalte Pagot
- Vocais de apoio:  João Tannure, Helena Tannure, Juliana Barros e Nívea Soares
- Projeto gráfico: Marcus Castro (Imaginar)
- Ilustração da capa: Pat Marvenko Smith (Revelation Illustrated)
- Finalização: Publikação
- Assessoria de áudio e vídeo: Dzar Assessoria